# Красноногая чайка
Красноногая чайка (лат. Chroicocephalus novaehollandiae scopulinus) — подвид птиц вида австралийских чаек семейства чайковых (Laridae). Часть систематиков повышают ранг до вида Chroicocephalus scopulinus.
У птицы белая голова, тело и хвост, крылья светло-серые. Ноги и клюв красные.
Гнездятся в Новой Зеландии. Также были замечены в Австралии, на островах Кермадек и Лорд-Хау.
Брачный сезон начинается в июле (в южном полушарии это середина зимы), а период гнездования длится с сентября по декабрь. Они гнездятся колониями. В кладке в среднем по 2 яйца. Насиживание длится 22—26 дней, а через 28—35 дней молодые птицы уже могут летать.

## Синонимы
В синонимику таксона входят следующие биномены и триномены:
- Chroicocephalus scopulinus (J. R. Forster, 1844)
- Larus novaehollandiae scopulinus (J. R. Forster, 1844)
- Larus scopulinus J. R. Forster, 1844